# 阿爾科 (密蘇里州)
阿爾科（英語：Arkoe）是位於美國密蘇里州諾德韋縣的村。

## 人口
根據2020年美國人口普查的數據，阿爾科的面積為0.33平方千米，皆為陸地。當地共有人口56人，而人口密度為每平方千米170人。